# Federação Tanzaniana de Futebol
A Federação Tanzaniana de Futebol (FTF) (em suaíli: Shirikisho la Mpira wa Miguu Tanzania), antes conhecida como Associação Tanzaniana de Futebol, é o órgão governamental que controla o futebol na Tanzânia e a sua seleção nacional. Foi fundada em 1930 e é afiliada a FIFA desde 1964. Também é membro da CAF. Ela também é filiada à CECAFA. Leodegar Tenga, jogador da seleção nos anos 70, é o atual presidente da federação.
Em Janeiro de 2008 a Federação Tanzaniana de Futebol em parceria com Peter Johnson criou a Academia de Futebol da Tanzânia (AFT), uma academia nacional que visa desenvolver o futebol no país e oferecer educação a seus jogadores.

## Comitê Executivo
O Comitê Executivo é o órgão responsável em tomar as decisões referentes a federação e em direciona-las a Secretária para que sejam postas em prática. O presidente da federação é o diretor do comitê.
| Nome                     | Posição                  |
| ------------------------ | ------------------------ |
| Leodegar Chilla Tenga    | Presidente               |
| Athuman Nyamlani         | Primeiro Vice-Presidente |
| Ramadhani Nasibu         | Segundo Vice-Presidente  |
| Alhaj Roshan Shivji      | Membro                   |
| Alhaj Shaban S Nnampunde | Membro                   |
| Alhaj A. M. Mgoyi        | Membro                   |
| Muhsin Balhbou           | Membro                   |
| Khalifan Mgonja          | Membro                   |
| Samuel Nyalla            | Membro                   |
| Alex Mgongolwa           | Membro                   |
| Crescentius Magori       | Membro                   |
| Hussein Mwamba           | Membro                   |
| Wallace Karia            | Membro                   |
| Athumani kambi           | Membro                   |
| Khalid Mohamed           | Membro                   |
| Lina Madina Mhando       | Membro                   |
| Eliud Mvella             | Membro                   |
| Blassy Kiondo            | Membro                   |

## Secretaria
A Secretaria da Federação Tanzaniana de Futebol é o órgão que implanta as decisões tomadas e passadas pelo Comitê Executivo. É chefiada pelo Secretário Geral.
O Secretário Geral tem a assistência dos cinco diretores do departamento técnico, departamento administrativo, departamento financeiro,departamento de competições, marketing e eventos e do Oficial de Informação que é encarregado de cuidar de todas  as informações referentes a federação e a sua Relações Públicas.
| Nome                  | Posição                        |
| --------------------- | ------------------------------ |
| Angetile Osiah        | Secretário Geral               |
| Ahmeid M. Naheka      | Diretor Financeiro             |
| Mtemi Ramadhani Mangi | Diretor Administrativo         |
| Sunday Burton. Kayuni | Diretor Técnico                |
| James Kabwe           | Diretor de Marketing e Eventos |
| Saad Kawemba          | Diretor de Competições         |
| Boniface Wambura      | Oficial de Informação          |